# Romanov (Mšeno)
Romanov je část města Mšeno v okrese Mělník ve Středočeském kraji. Nachází se asi jeden kilometr severně od Mšena. Prochází tudy silnice II/259. Romanov leží v katastrálním území Mšeno o výměře 14,46 km².
Prochází tudy Cinibulkova naučná stezka.

## Historie
První písemná zmínka o vesnici pochází z roku 1708.

## Obyvatelstvo
| Rok            | 1869 | 1880 | 1890 | 1900 | 1910 | 1921 | 1930 | 1950 | 1961 | 1970 | 1980 | 1991 | 2001 | 2011 | 2021 |
| -------------- | ---- | ---- | ---- | ---- | ---- | ---- | ---- | ---- | ---- | ---- | ---- | ---- | ---- | ---- | ---- |
| Počet obyvatel | 50   | 41   | 36   | 34   | 28   | 31   | 27   | 26   | 16   | 20   | 16   | 17   | 21   | 11   | 8    |
| Počet domů     | 8    | 8    | 9    | 8    | 7    | 8    | 8    | 9    | 9    | 7    | 4    | 9    | 8    | 10   | 9    |

## Pamětihodnosti
- Romanovské lípy – dvojice památných stromů (lípa malolistá a lípa velkolistá) u odbočky ze silnice k býv. kapli (50°26′58″ s. š., 14°37′41″ v. d.)